# Bloomberg

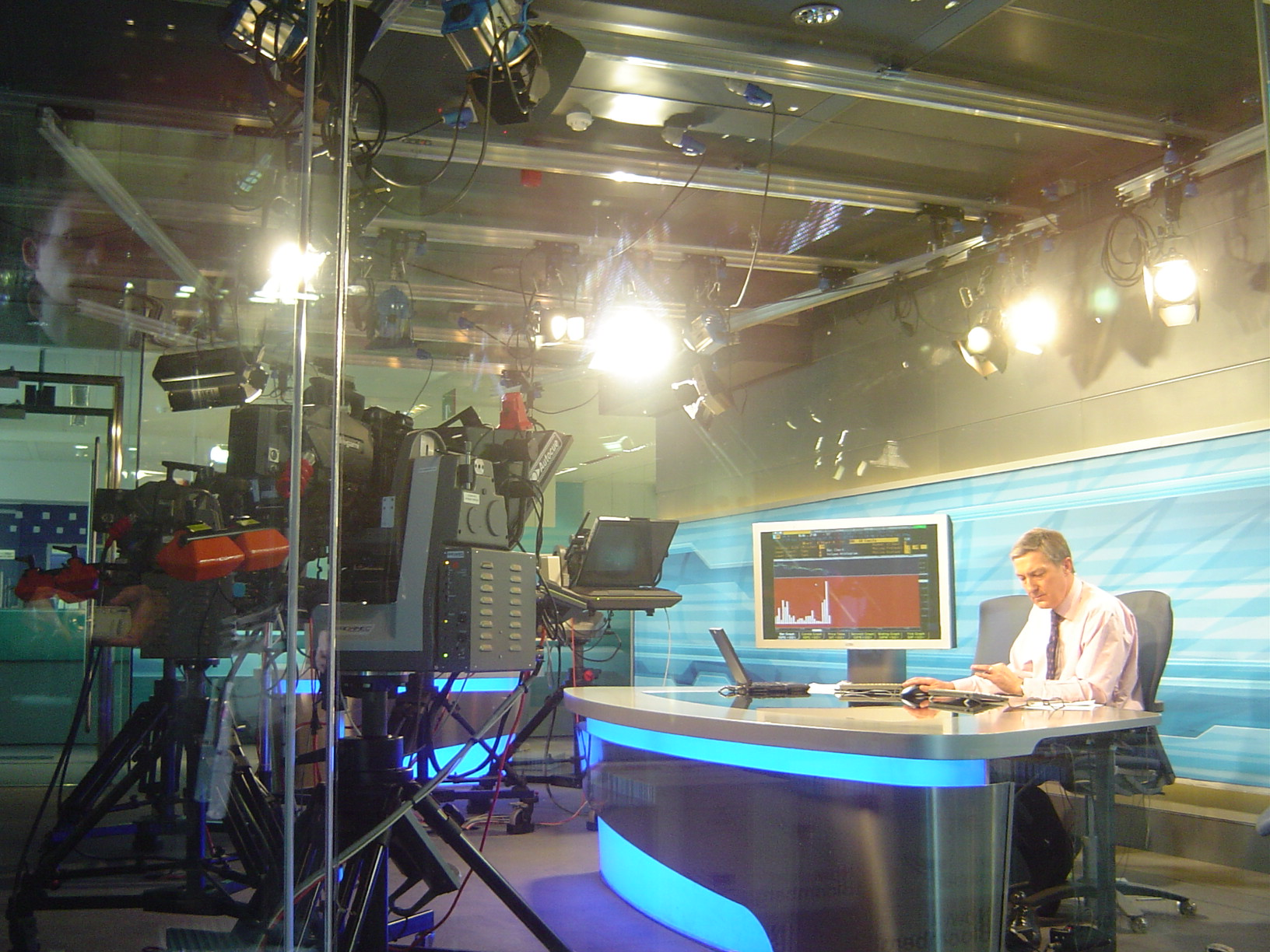
Studiourile Bloomberg din Londra

Bloomberg L.P. este o companie privată americană financiară, de software, de date și media cu sediul în Midtown Manhattan, New York City. A fost cofondată de Michael Bloomberg în 1981, cu Thomas Secunda, Duncan MacMillan, Charles Zegar și o investiție de proprietărie de 12% de Bank of America prin subsidiara sa de brokeraj Merrill Lynch.
Bloomberg L.P. furnizează furnizează instrumente software financiare și aplicații pentru întreprinderi, cum ar fi analize și o platformă de tranzacționare cu acțiuni, servicii de date și știri către organizații financiare sau companii prin Bloomberg Terminal (via Bloomberg Professional Service), produsul său principal generator de venituri. Bloomberg L.P. include și o agenție de știri (Bloomberg News), o rețea globală de televiziune (Bloomberg Television), site-uri web, stații radio (Bloomberg Radio), buletine informative doar cu abonament și două reviste: Bloomberg Businessweek și Bloomberg Markets.
Compania are peste 176 de locații și aproape 20 000 de salariați.